# 麥飛霏
麥飛霏（Mak Feifei，1948年3月22日－），香港女演員，曾為無綫電視藝員。曾是港台節目主持。现已移民加拿大，现為加拿大中文電台主持人。1971年参加第一期無綫電視藝員訓練班，同期有呂有慧、甘國亮、劉緯民、莊文清等。曾在冬西村节目裡演奏多部歌曲。首部電視劇為民間傳奇，在此劇裡飾演三八的戚夫人。目前已婚，育有三子。

## 電視劇（無綫電視）
- 1974年：民間傳奇 飾 戚夫人
- 1982年：獵鷹 飾 阿　君
- 1983年：再見十九歲 飾 文太太
- 1984年：秋瑾 飾
- 1984年：鹿鼎记 飾 董鄂妃
- 1985年：皇上保重 飾 年貴妃
- 1986年：黃金十年 飾
- 1987年：成吉思汗 飾 赤木里
- 1988年：太平天國 飾 麗貴妃
- 1989年：摩登小寶 飾

## 電影
- 1992年：黃飛鴻之三：獅王爭霸 飾 柏夫人
- 2001年：妻妾 飾 劉三太太
- 2012年：2012我愛HK 喜上加囍 飾 客串

## 節目主持
- 卿卿我我之六（加拿大中文電台AM1430）